# 磯顳孔鱈
磯顳孔鱈，為輻鰭魚綱鱈形目鼠尾鱈科的其中一種。分布於西南太平洋區的紐西蘭海域，屬深海底棲魚類，棲息深度在783至801公尺，

## 扩展阅读
維基物種上的相關：磯顳孔鱈